# Комето (жрица)
Комето (др.-греч. Κομαιθώ) — персонаж древнегреческой мифологии, жрица богини Артемиды Трикларии в Ахайе. По данным Павсания, это была девушка «замечательной красоты», в которую влюбился юноша по имени Меланион. Родители не разрешили влюблённым пожениться, и те стали любовниками, разделив ложе прямо в святилище. Оскорблённая богиня наслала на Ахайю неурожай и мор. Ахейцы узнали от пифии причину своих бед и принесли Комето и Меланиона в жертву Артемиде. В дальнейшем они должны были приносить человеческие жертвы каждый год, пока их не избавил от этого Еврипил, сын Евемона.